# Кантера
Кантера (ісп. Cantera, «кар'єр») — термін, що використовується в Іспанії для позначення молодіжних академій у спортивних клубах. Також, в географічному плані термін позначає місце, звідки клуби можуть набрати гравців у склад.
Термін широко використовується у футболі, але також має відношення і до інших видів спорту, наприклад, до баскетболу. Володарями найкращих кантер є клуби «Атлетик Більбао», «Реал Сосьєдад», «Реал Мадрид», «Барселона», «Спортинг Хіхон» та «Лас-Пальмас».